# 警察通例
《警察通例》（Police General Orders，PGO）是香港警務處用以監管警員紀律及行為的準則，由香港警務處處長根據《香港法例》第232章《警隊條例》第46條所賦予的權力而制訂。警員除須接受內部訓示，香港法律和警察通例（以及總部通令）雙條約束外，亦須遵從警隊的目標、抱負和價值觀方向，和正直及誠實的品格行為指引。值得一提的是警察通例不適用於一般市民。

## 警察通例
- 《警察通例》並非法例的一部份，所以必須與其他政府規例一併參閱理解，而不能作獨立理解。
- 《警察通例》須與其他政府規例一併參閱理解。《警察通例》與政府規例的內容如有衝突，應以前者作準。
- 《警察通例》屬強制規定，不遵從的警員會被紀律處分。
- 《總部通令》可補充《警察通例》的內容，兩者具備同等效力。
- 批核指揮官須確保與訊息及程序有關的事項並無載入《警察通例》內。
- 警員應在什麼情况下才可開槍，受《警察通例》第29章《使用武力及槍械的使用》限制，但該部份的條文內容一直並非公開。根據警方過去公開資料，警員可在數個情况下使用槍械，包括保護任何人免受生命威脅或身體受到嚴重傷害；拘捕任何企圖逃避警方拘捕，而有理由相信剛犯了嚴重暴力罪行的人；平息騷動或暴亂。而警員只有在不能以較溫和的武力來達到其目的時，才可使用槍械。[1]

## 委任證爭議

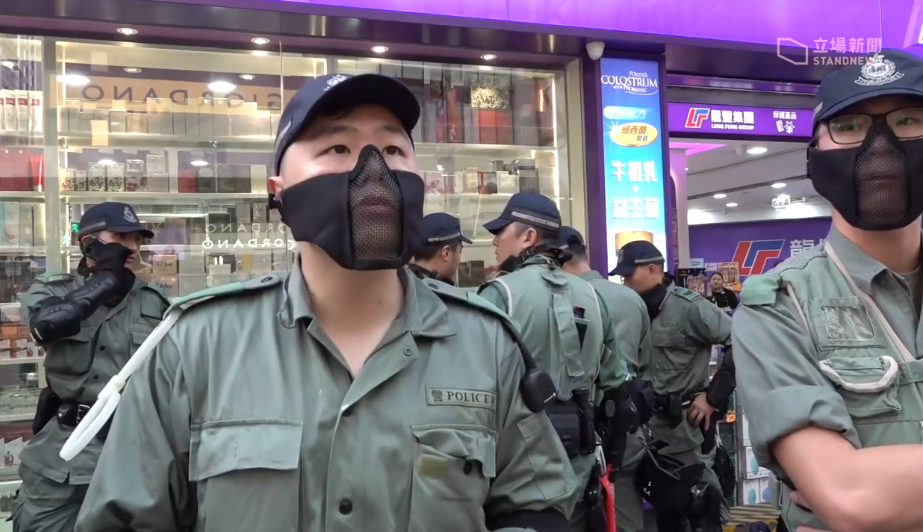
香港警察被質疑蒙面及執勤不出示委任證

警隊一向要求警員佩戴委任證，或展示警員編號。依據《警察通例》，警員行使權力時必須表明身分，便衣人員需出示委任證：
|                                | 要擬進行的工作不妨礙人員妥為保管委任證，警務人員在任何時候均須隨身攜帶委任證。便衣人員不論是否當值，在與巿民接觸和行使警察權力時，必須表明身分及出示委任證。在案發現場的便衣人員，須將委任證掛在顯眼的地方，讓人易於辨認其身分。 |
| ——《警察通例》第20章14條第二點 | |

在有市民要求時，警長以下職級的警員應披露職級及警務處職員編號：
|                         | 在不損害行動效率的情況下，人員於行使其法定權力時，在市民要求下應披露足以辨別其身分的個人資料。人員按要求表明身分後，應最低限度透露以下資料: （警長以下職級）職級及警務處職員編號。 |
| ——《警察通例》第20章3條 | |

《警訊》節目亦多次提醒市民，有懷疑時應要求自稱警務人員的人士出示委任證，防範有人冒充警務人員作出各式非法行為。亦有影評人早於2007年指出，警務人員出示委任證是警察電影的必備元素，在《五億探長雷洛傳》中，即使是港英時代香港警方最貪污腐敗的1950年代，警察出勤依然會配上委任證。
然而，6·12佔領行動起，警員屢次違反守則。為此，五名立法會議員於6月27日到灣仔警察總部作出投訴，要求警方作出徹底調查。其後，處理示威的警員，不論軍裝還是便裝人員以面罩蒙面、不出示委任證、不展示警員編號已變成常態。有警員將出示委任證要求視為挑釁，對提出的市民惡言辱罵，甚至毆打、拘捕。8月16日，浸大學生會會長方仲賢被捕期間，四名黑衣警員中有三名仍然拒絕出示委任證。
2019年7月7日晚上近11時《立場新聞》拍攝到有身穿便衣的警員，戴頭盔、持圓盾在旺角彌敦道參與清場行動，並沒展示警員編號或委任證。有市民質疑他的身份時，該警員高呼：「警察執行職務時，係唔需要展示委任證！」

## 侵害兒童爭議
按照《警察通例》，警方必須在家長或監護人到警署陪同下才能錄取被捕兒童的口供。但2019年12月23日警方公函卻表示有時候警員會讓被捕兒童單獨錄口供及進行搜查。立法會議員張超雄質疑這是對被捕兒童權利的徹底踐踏。